# Aeroportul Alférez Armando Rodríguez
Aeroportul Alférez Armando Rodríguez (IATA: LLS, ICAO: SATK) este un aeroport din Provincia Formosa, Argentina ce deservește zona Las Lomitas⁠(d).
Situat la o altitudine de 130 m, aeroportul dispune de o singură pistă.